# Gregg Araki
Pour les articles homonymes, voir Araki.
 (avril 2019).
Si vous disposez d'ouvrages ou d'articles de référence ou si vous connaissez des sites web de qualité traitant du thème abordé ici, merci de compléter l'article en donnant les références utiles à sa vérifiabilité et en les liant à la section « Notes et références ».
Gregg Araki est un réalisateur, scénariste, monteur, producteur de cinéma et directeur de la photographie américain, né le 17 décembre 1959 à Los Angeles (États-Unis).

## Biographie
Né le 17 décembre 1959 à Los Angeles de parents nippo-américains, Gregg Araki grandit à Santa Barbara. 
Il obtient un Bachelor of Arts in Film Studies à l'université de Californie à Santa Barbara, puis un Master of Fine Arts in Film Production à l'université du Sud de la Californie, en 1985.
Il réalise son premier long métrage en 1987, Three Bewildered People in the Night. Ce film, au budget de 5 000 dollars, narre l'histoire de la relation entre un artiste vidéaste, sa fiancée et son ami homosexuel. Il lui vaut trois prix au Festival international du film de Locarno.
Les films Totally F***ed Up, The Doom Generation et Nowhere forment la trilogie de l'apocalypse adolescente (Teenage Apocalypse Trilogy). Ils dressent le portrait d'une jeunesse entre rage et nihilisme à la sexualité débridée.
Après la comédie romantique Splendeur (Splendor), Araki réalise Mysterious Skin, d’après le roman éponyme de Scott Heim, interprété par Joseph Gordon-Levitt.
En 2010, Kaboom est présenté au Festival de Cannes, où il remporte la première Queer Palm.
En 2019, Gregg Araki crée, avec Karley Sciortino (en), la série Now Apocalypse, interprétée notamment par Avan Jogia.
Ouvertement gay, Araki est néanmoins connu pour sa relation amoureuse avec l'actrice Kathleen Robertson de 1997 à 1999.

## Filmographie

### Réalisateur

#### Cinéma
- 1987 : Three Bewildered People in the Night
- 1989 : The Long Weekend (O'Despair)
- 1992 : The Living End
- 1993 : Totally F***ed Up
- 1995 : The Doom Generation
- 1997 : Nowhere
- 1999 : Splendeur (Splendor)
- 2004 : Mysterious Skin
- 2007 : Smiley Face
- 2010 : Kaboom
- 2014 : White Bird (White Bird in a Blizzard)

Prochainement
- 2025 : I Want Your Sex

#### Télévision
- 2000 : This is How the World Ends (téléfilm)
- 2016 : American Crime (1 épisode)
- 2016 : Red Oaks (2 épisodes)
- 2016 : Greenleaf (1 épisode)
- 2017 : 13 Reasons Why (4 épisodes)
- 2018 : Riverdale (1 épisode)
- 2018 : Heathers (2 épisodes)
- 2019 : Now Apocalypse
- 2022 : Monstre : L’histoire de Jeffrey Dahmer (1 épisode)

#### Clip
- 1999 : The Jag de The Micronauts

### Scénariste

#### Cinéma
- 1987 : Three Bewildered People in the Night
- 1989 : The Long Weekend (O'Despair)
- 1992 : The Living End
- 1993 : Totally F***ed Up
- 1995 : The Doom Generation
- 1997 : Nowhere
- 1999 : Splendeur (Splendor)
- 2004 : Mysterious Skin
- 2010 : Kaboom
- 2014 : White Bird (White Bird in a Blizzard)

#### Télévision
- 2000 : This is How the World Ends
- 2019 : Now Apocalypse

### Producteur

#### Cinéma
- 1987 : Three Bewildered People in the Night
- 1989 : The Long Weekend (O'Despair)
- 1993 : Totally F***ed Up
- 1995 : The Doom Generation
- 1997 : Nowhere
- 1999 : Splendeur (Splendor)
- 2004 : Mysterious Skin
- 2007 : Smiley Face
- 2010 : Kaboom
- 2014 : White Bird (White Bird in a Blizzard)

#### Télévision
- 2000 : This is How the World Ends
- 2019 : Now Apocalypse
- 2022 : Monstre : L'histoire de Jeffrey Dahmer